# Загадка Старка Монро
«Загадка Старка Монро» («Письма Старка Монро»; англ. «The Stark Munro Letters») — роман шотландского и английского писателя Артура Конан Дойла, впервые опубликованный в 1895 году. Содержит 16 писем. Первый перевод на русский язык сделан М. А. Энгельгардтом (14 писем) для «Полного собрания сочинений Конан Дойля», изданного в 1909-1911 гг. П. П. Сойкиным. Последние издания книги на русском языке публикуются издательствами «Рипол-классик» (14 писем Россия, 2007), «Гелеос» (16 писем, Россия, 2009) и «Клуб семейного досуга» (16 писем, Украина, Харьков и Россия, Белгород, 2009 год).

## История создания
Работу над романом Артур Конан Дойл начал в ноябре 1893 года, а завершил написание книги в начале 1894 года. В это время А. Конан Дойл находился в Давосе, швейцарском горно-климатическом курорте, вместе со страдающей от туберкулёза женой, которой врачи предписали лечение целебным альпийским воздухом.
По окончании работы над романом, Конан Дойл выслал рукопись своему другу, Джерому Клапке Джерому, который в то время был редактором журнала «Айдлер» (англ. «Idler», букв. «Лентяй»), где «Письма» были опубликованы в нескольких выпусках по частям.
Отдельной книгой история о Старке Монро вышла  26 сентября 1895 года в лондонском издательстве «Longmans, Green, and Company».

## Композиция романа
Сюжет романа представлен в форме писем главного героя, молодого человека по имени Старк Монро, выпускника английского медицинского института, своему другу Герберту Суонборо, живущему в Америке. Старк собирается открыть свою практику — и найти собственное место в жизни.
«Загадка Старка Монро» является романом практически полностью автобиографическим, а его персонажи, за редкими исключениями, имеют своих реальных прототипов. Так, например, мать Старка была списана с матери писателя, Мэри Дойл; история знакомства главного героя с Виннифред Ла Форс и его женитьба на ней — история встречи самого писателя и его первой жены Луизы Хокинз; младший брат Старка, Пол — младший брат Конан Дойла Иннес; Джеймс Каллингворт, приятель Старка и его партнёр по работе, списан с университетского знакомого Конан Дойла Джорджа Бадда.
Каллингворт, являясь одним из основных персонажей книги, обладает резким, тщеславным и порывистым характером — в конце концов, именно это приводит к тому, что их дружеские и партнёрские отношения со Старком не строятся. За время событий, описываемых в «Письмах Старка Монро», он не раз загорался различными амбиционными идеями, вплоть до создания специальной брони для морского флота, однако идеи эти редко доводились до конца.
Значительное место в романе уделено раздумьям главного героя, которые перекликаются с тогдашним мировоззрением самого Конан Дойла. Конан Дойл на момент написания книги был убеждённым материалистом, агностиком; главный герой книги много размышляет о религии и о том, как понимает бога христианская доктрина, выказывая при этом недоверие к религиозной вере:

Разве могу я забыть, как ты строгим голосом говорил «Просто верь!». Твоё сознание позволяет тебе так говорить. Но моё отказывает мне в этом праве. Я слишком хорошо понимаю, что слепая вера является не добродетелью, а пороком. Это коза, которую загоняют в овечье стадо. Если человек намеренно закрывает глаза и отказывается пользоваться зрением, любой поймёт, что это безнравственно и является насилием над природой. И тем не менее, человеку этому со всех сторон советуют отказаться от куда более ценного органа восприятия, от разума, и запрещают пользоваться им для решения самого глубинного вопроса существования. 

Я возьму на себя смелость повторить избитую истину, что ни оспа, ни чума не принесли человеку столько бед, сколько религиозные разногласия. 

В статье, которая была опубликована в газете «Скотсмен» (англ. «The Scotsman») 15 октября 1900 года, Конан Дойл напишет:

Я не являюсь последователем Римской католической церкви; более того, не был им со школьной скамьи. В течение двадцати лет я страстно выступал в поддержку полной свободы совести и считаю, что любая заскорузлая догма недопустима и в сущности антирелигиозна, поскольку голословное заявление она ставит, вытесняя логику во главу угла, чем провоцирует озлобленность в большей степени, нежели любое иное явление общественной жизни. Нет, наверное, ни одной книги, в которой я не пытался бы выразить это своё убеждение; одна из них — «Письма Старка Монро», целиком посвящена этой теме. 

В дальнейшем Конан Дойл полностью отрёкся от материалистичных взглядов — так, в своей биографии «Воспоминания и приключения» он писал:

У меня самого было мало опыта общения с потусторонним, а моя философия материалиста, выраженная в «Письмах Старка Монро», которые были написаны как раз под конец нашей жизни в Норвуде, была так сильна, что подорвать её было не очень-то легко. Однако, читая год за годом великолепную литературу по оккультным наукам и опыту общения с потусторонним, я всё больше и больше убеждался в силе спиритуализма, а также в легкомысленности, полном отсутствии достоинства и точных знаний, характерных для подхода его оппонентов. 
Таким образом, книга о Старке Монро является не только наиболее автобиографической книгой писателя, но также книгой, в которой в полной степени отображены свойственные ему, на тот период, материалистичные взгляды.